# Льюис, Хейли Джейн
Хейли Льюис (англ. Hayley Jane Lewis; род. 2 марта 1974 года, Брисбен, Квинсленд) — австралийская пловчиха. Специализируется в плавании вольным стилем на средних дистанциях (200, 400, и 800 метров), а также 200 баттерфляем и 400 комплексном плаванием в ранней карьере.
Дебютировала в составе сборной страны на Чемпионате мира 1991 году. Она участвовала в трёх Олимпийских играх.